# Donovan Cech
Donovan „Donnie“ Cech (* 2. Mai 1974 in Kapstadt) ist ein ehemaliger südafrikanischer Ruderer, der zusammen mit Ramon di Clemente 2004 die olympische Bronzemedaille im Zweier ohne Steuermann gewann.

## Sportliche Karriere
Cech und Clemente belegten bei den Weltmeisterschaften 1998 den elften Platz. Im Jahr darauf gewannen sie bei den Weltmeisterschaften 1999 das B-Finale und qualifizierten sich als Siebte der Gesamtwertung für die Olympischen Spiele 2000 in Sydney. Bei der olympischen Regatta erreichten die beiden das A-Finale und wurden Olympiasechste. 2001 gewannen die beiden Südafrikaner in München erstmals im Weltcup. Bei den Weltmeisterschaften in Luzern siegten die Briten Matthew Pinsent und James Cracknell vor dem jugoslawischen Zweier und Cech und Clemente. Im Jahr darauf erhielten die beiden Südafrikaner bei den Weltmeisterschaften in Sevilla die Silbermedaille hinter den beiden Briten. 2003 in Mailand siegten die Australier Drew Ginn und James Tomkins vor den kroatischen Brüdern Siniša und Nikša Skelin, Cech und Clemente erhielten die Bronzemedaille. Den gleichen Zieleinlauf gab es auch ein Jahr später im Finale der Olympischen Spiele in Athen. 2005 siegten bei den Weltmeisterschaften in Gifu die Neuseeländer Nathan Twaddle und George Bridgewater vor Cech und Clemente. Bei den Weltmeisterschaften 2006 in Eton verpassten Cech und Clemente erstmals seit 1999 das A-Finale beim Saisonhöhepunkt und platzierten sich als Siebte. 2007 in München belegten Cech und Clemente noch einmal den fünften Platz.
Der 1,98 m große Donovan Cech ruderte für den Old Edwardian Boat Club aus Houghton Estate, Johannesburg.